# Stupnica (Loznica)
Stupnica (em cirílico: Ступница) é uma vila da Sérvia localizada no município de Loznica, pertencente ao distrito de Mačva, na região de Podrinje Jadar. A sua população era de 883 habitantes segundo o censo de 2011.

## Demografia
| 1948  | 1953  | 1961  | 1971  | 1981  | 1991  | 2002 | 2011 |
| ----- | ----- | ----- | ----- | ----- | ----- | ---- | ---- |
| 1 351 | 1 495 | 1 404 | 1 278 | 1 250 | 1 169 | 941  | 883  |